# Rudolfov
Rudolfov é uma cidade checa localizada na região da Boêmia do Sul, distrito de České Budějovice.

## Partes administrativas
El pueblo de Hlinsko es una parte administrativa de Rudolfov. Forma un exclave del territorio municipal.

## Etimología
El nombre deriva del nombre personal Rudolf, que significa «(pueblo) de Rudolf».

## Geografía
Rudolfov se encuentra a unos 4 kilómetros al este de České Budějovice. Se encuentra en la cuenca del Třeboň. El punto más alto se encuentra a 555 m sobre el nivel del mar.